# Discografia de Tones and I
A discografia de Tones and I, uma cantora e compositora australiana consiste em um EP (extended play) e sete singles.

## Extended plays (EPs)
| EP                  | Detalhes do EP                                                                                                  | Melhores posições nas tabelas musicas | Melhores posições nas tabelas musicas | Melhores posições nas tabelas musicas | Melhores posições nas tabelas musicas | Melhores posições nas tabelas musicas | Melhores posições nas tabelas musicas | Melhores posições nas tabelas musicas | Melhores posições nas tabelas musicas | Melhores posições nas tabelas musicas | Melhores posições nas tabelas musicas | Certificações                        |
| EP                  | Detalhes do EP                                                                                                  | AUS                                   | CAN                                   | DIN                                   | FIN                                   | FRA                                   | IRL                                   | NOR                                   | NZL                                   | SUE                                   | EUA                                   | Certificações                        |
| ------------------- | --- | ------------------------------------- | ------------------------------------- | ------------------------------------- | ------------------------------------- | ------------------------------------- | ------------------------------------- | ------------------------------------- | ------------------------------------- | ------------------------------------- | ------------------------------------- | ------------------------------------ |
| The Kids Are Coming | - Lançamento: 30 de agosto de 2019 - Gravadora: Bad Batch, Sony - Formatos: CD, download digital, streaming, LP | 3                                     | 9                                     | 8                                     | 19                                    | 31                                    | 40                                    | 3                                     | 23                                    | 15                                    | 30                                    | - ARIA: Ouro - MC: Ouro - SNEP: Ouro |

## Singles
| Ano                                                                            | Canção                        | Melhores posições nas tabelas musicas | Melhores posições nas tabelas musicas | Melhores posições nas tabelas musicas | Melhores posições nas tabelas musicas | Melhores posições nas tabelas musicas | Melhores posições nas tabelas musicas | Melhores posições nas tabelas musicas | Melhores posições nas tabelas musicas | Melhores posições nas tabelas musicas | Melhores posições nas tabelas musicas | Certificações | Álbum               |
| Ano                                                                            | Canção                        | AUS                                   | BEL (WA)                              | ALE                                   | IRL                                   | NOR                                   | NZL                                   | SUE                                   | SUI                                   | UK                                    | EUA                                   | Certificações | Álbum               |
| ------------------------------------------------------------------------------ | ----------------------------- | ------------------------------------- | ------------------------------------- | ------------------------------------- | ------------------------------------- | ------------------------------------- | ------------------------------------- | ------------------------------------- | ------------------------------------- | ------------------------------------- | ------------------------------------- | --- | ------------------- |
| 2019                                                                           | "Johnny Run Away"             | 12                                    | —                                     | —                                     | 83                                    | —                                     | —                                     | —                                     | —                                     | —                                     | —                                     | - ARIA: 3× Platina | The Kids Are Coming |
| 2019                                                                           | "Dance Monkey"                | 1                                     | 1                                     | 1                                     | 1                                     | 1                                     | 1                                     | 1                                     | 1                                     | 1                                     | 4                                     | - ARIA: 11× Platina - BEA: 3× Platina - BPI: 3× Platina - BVMI: Diamante - IFPI SUI: 3× Platina - MC: 8× Platina - RIAA: Platina - RMNZ: 4× Platina - SNEP: Diamante | The Kids Are Coming |
| 2019                                                                           | "Never Seen the Rain"         | 7                                     | 3                                     | 51                                    | 21                                    | —                                     | 36                                    | 69                                    | 49                                    | 99                                    | —                                     | - ARIA: 4× Platina - BEA: Ouro - MC: Ouro - RMNZ: Ouro - SNEP: Ouro                                                                                                  | The Kids Are Coming |
| 2019                                                                           | "The Kids Are Coming"         | 65                                    | —                                     | —                                     | —                                     | —                                     | —                                     | —                                     | —                                     | —                                     | —                                     | | The Kids Are Coming |
| 2020                                                                           | "Bad Child"                   | 15                                    | —                                     | —                                     | —                                     | 13                                    | —                                     | 79                                    | 73                                    | —                                     | —                                     | - ARIA: Ouro | ASA                 |
| 2020                                                                           | "Can't Be Happy All the Time" | —                                     | —                                     | —                                     | —                                     | —                                     | —                                     | —                                     | —                                     | —                                     | —                                     | | ASA                 |
| 2020                                                                           | "Ur So F**king Cool"          | —                                     | —                                     | —                                     | —                                     | —                                     | —                                     | —                                     | —                                     | —                                     | —                                     | | ASA                 |
| "—" denota canções que não entraram nas paradas ou não foram lançados no país. |                               |                                       |                                       |                                       |                                       |                                       |                                       |                                       |                                       |                                       |                                       | |                     |

## Outras canções que entraram nas tabelas
| Ano  | Canção  | Melhores posições nas tabelas musicas | Melhores posições nas tabelas musicas | Álbum               |
| Ano  | Canção  | AUS                                   | NZL Hot                               | Álbum               |
| ---- | ------- | ------------------------------------- | ------------------------------------- | ------------------- |
| 2019 | "Jimmy" | 79                                    | 29                                    | The Kids Are Coming |